# 102 до н. е.

## Події

### Римська Республіка
- Консулами обираються Гай Марій (вчетверте) та Квінт Лутацій Катул.
- Літо — битва при Аквах Секстієвих між римською консульською армією під командуванням Гая Марія і переважаючими їх за чисельністю загонами германського племені тевтонів, один з найважливіших епізодів Кімврської війни.
- Римом завойована Кілікія.
- Гай Юлій Цезар Старший одружується на Аврелії Котті. У шлюбі в них було троє дітей: дві дочки і син — Гай Юлій Цезар.
- Цариця Єгипту Клеопатра III придушила спробу Птолемея IX повернути собі владу.

### Стародавній Китай
- Полководець Лі Гуан-лі з 60-тисячною армією прорвався через пустелю, що належала гунам і відкрив дорогу на захід — згодом цю дорогу стали називати «Великим шовковим шляхом»[1].

## Народились
- Юлія Цезаріс Старша — старша сестра Юлія Цезаря.

## Померли
- Авл Помпей — політичний діяч Римської республіки, народний трибун 102 до н. е.